# Фаєттвілл (Техас)
Фаєттвілл (англ. Fayetteville) — місто (англ. city) в США, в окрузі Файєтт штату Техас. Населення — 246 осіб (2020).

## Географія
Фаєттвілл розташований за координатами 29°54′23″ пн. ш. 96°40′33″ зх. д. / 29.90639° пн. ш. 96.67583° зх. д. (29.906326, -96.675873).  За даними Бюро перепису населення США в 2010 році місто мало площу 1,30 км², уся площа — суходіл.

## Демографія
Згідно з переписом 2010 року, у місті мешкало 258 осіб у 131 домогосподарстві у складі 79 родин. Густота населення становила 199 осіб/км².  Було 232 помешкання (179/км²).
Расовий склад населення:
| - 96,9 % — білих - 0,8 % — чорних або афроамериканців - 0,8 % — азіатів - 1,2 % — осіб інших рас |

До двох чи більше рас належало 0,4 %. Частка іспаномовних становила 2,3 % від усіх жителів.
За віковим діапазоном населення розподілялося таким чином: 15,5 % — особи молодші 18 років, 54,7 % — особи у віці 18—64 років, 29,8 % — особи у віці 65 років та старші. Медіана віку мешканця становила 56,5 року. На 100 осіб жіночої статі у місті припадало 94,0 чоловіків;  на 100 жінок у віці від 18 років та старших — 98,2 чоловіків також старших 18 років.
Середній дохід на одне домашнє господарство  становив 46 118 доларів США (медіана — 32 143), а середній дохід на одну сім'ю — 58 408 доларів (медіана — 44 375). За межею бідності перебувало 5,2 % осіб, у тому числі 0,0 % дітей у віці до 18 років та 9,9 % осіб у віці 65 років та старших.
Цивільне працевлаштоване населення становило 121 особа. Основні галузі зайнятості: освіта, охорона здоров'я та соціальна допомога — 18,2 %, науковці, спеціалісти, менеджери — 15,7 %, мистецтво, розваги та відпочинок — 14,0 %.